# امپراتور نینمیو
امپراتور نینمیو (به ژاپنی: 仁明天皇 Ninmyō-tennō)؛ پنجاه و چهارمین امپراتور ژاپن بود.